# Snow Is on the Sea
Snow Is on the Sea (en hangul 설해; RR: Seolhae) es una película surcoreana de 2015, dirigida por Kim Jung-kwon y protagonizada por Park Hae-jin y Lee Young-ah. Se estrenó en su país el 8 de enero de 2015.

## Sinopsis
En una noche de nieve, a la pequeña Seon-mi se le diagnostica un síndrome mielodisplásico. Pasan los años y Seon-mi, que ahora se ha convertido en una adulta, ha superado su dolor y se está adaptando al mundo de los adultos. Habiendo decidido usar su talento para convertirse en perfumista, viaja a muchos lugares diferentes para recolectar varios aromas y especias para ayudar a las personas con sus dolores internos. Conoce a Sang-woo en un acuario y se siente fuertemente atraída por su aroma, que le recuerda a su padre.

## Reparto
- Park Hae-jin como Sang-woo.[4]
- Lee Young-ah como Seon-mi.[5]
- Song Jae-hee como el entrenador Nam.[6]
- Pyun Bo-seung como Woo-ho.
- Oh Eun-ho como Jeong-yeon.
- Lee Ki-yeol como el padre de Sang-woo.
- Lee Geum-ju como la madre de Sang-woo.
- Lee Yong-nyeo como la abuela kimbap.
- Kwon Mi-jin.
- Joo Hee-jae como el padre de Seon-mi.
- Song Chae-rin como la compañera de trabajo de Seon-mi.
- Kim Jung-kyoon como Choi (aparición especial).
- Jeon Moo-song como el doctor Jo (aparición especial).

## Estreno y taquilla
La película se presentó a la prensa el 19 de diciembre de 2014 en Lotte Cinema, Jayang-dong, Gwangjin-gu, Seúl, con la presencia del director y los protagonistas.
Se estrenó el 8 de enero de 2015. Se exhibió en 34 salas y fue vista por 3933 espectadores, para una taquilla total del equivalente a 25 059 dólares norteamericanos.

## Crítica
William Schwartz (HanCinema) define la película como «un melodrama sin complejos, para bien o para mal», con todos los elementos característicos del género que desagradarán a los que no lo aman: «no se eleva por encima del género, ni es tan terrible como para burlarse de él. Esta es una producción estándar que debería darles a los fanáticos del género lo que quieren, incluso si la mayoría de las personas probablemente no estén interesadas».
Jang Joo-yeon (Newspim) destaca la presencia de Park Hae-jin como principal atractivo de la película, que favoreció su distribución internacional por algunos países asiáticos. También elogia la belleza de la fotografía con la presencia de la nieve y el mar que son el tema gráfico de la obra, y en particular las escenas rodadas en Japón. Sin embargo, su gran inconveniente es la historia, bastante obvia y banal.